# Lucie Aubrac
Lucie Bernard, detta Lucie Aubrac ((); Parigi, 29 giugno 1912 – Issy-les-Moulineaux, 14 marzo 2007), è stata una partigiana francese.
Sposata con Raymond Aubrac, anch'egli noto partigiano francese, partecipò alla resistenza contro l'occupazione tedesca della Francia e contro il Regime di Vichiy, durante la seconda guerra mondiale.

## Biografia

### Gli inizi
Proveniente da famiglia di coltivatori del dipartimento della Saona e Loira, figlia di Louise Vincent e Louis Bernard, Lucie vive la sua giovinezza con un padre invalido  della prima guerra mondiale, riceve un'educazione cattolica e studia all'École normale per diventare maestra elementare. Tuttavia, conseguito il titolo e superato il concorso, decide di non accettare il lavoro e di continuare a studiare, ottenendo così un diploma di maturità per accedere alla Sorbona.
Mentre porta avanti gli studi, Lucie milita nel movimento comunista giovanile francese (Mouvement Jeunes Communistes de France) e nel  Cercle international de jeunesse, un movimento pacifista religioso.
Nominata insegnante a Strasburgo, nel dicembre 1939 incontra Raymond Samuel, ingegnere civile ebreo che sarà suo futuro marito e che, causa l'antisemitismo dilagante, sarà condotto a cambiare il proprio cognome tipicamente ebraico, Samuel, in Aubrac.

## La resistenza

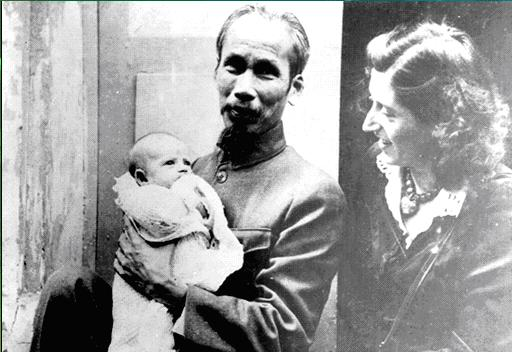
Ho Chi Minh con in braccio una figlia di Lucie Aubrac nel 1946

Dopo la caduta della Francia in mano tedesca, Lucie aderisce al gruppo partigiano Libération-sud a Lione, insieme al marito e ad Emanuel d'Astier.
Il 21 giugno 1943 il marito, già arrestato in marzo e poi rilasciato a maggio, viene di nuovo catturato dalla Gestapo, assieme al maggiore esponente della resistenza francese, Jean Moulin, che morirà per le torture subite. Lucie, fingendosi una donna di nobili origini, chiede a settembre al capo della Gestapo di Lione, Klaus Barbie, di poter sposare in extremis il suo compagno in carcere perché incinta, sfruttando l'occasione per organizzare la sua evasione. Il 21 ottobre Raymond, preventivamente informato in segreto, viene liberato con altri 13 resistenti grazie ad un assalto armato ben pianificato di alcuni partigiani al camion militare che stava trasportando il gruppo, assalto a cui partecipa la stessa Lucie. Le guardie tedesche di scorta verranno tutte abbattute nell'azione rapidissima. 
Nel 1944, visto il grande rischio dovuto alla svelata identità sua e del marito, l'intera famiglia si rifugiò a Londra, dove rimase fino al termine della guerra. Nel 1964, per alcuni anni, vivrà a Roma con il marito, divenuto funzionario della Fao. Nel 1997 è uscito 'Lucie Aubrac', il film sulla sua vita di resistente antinazista.